# 张梦生
张梦生（1963年1月—），安徽池州人，1994年11月加入中国共产党，中华人民共和国地方政治人物。
1984年，毕业于安徽建筑工业学院（现安徽建筑大学）工民建专业。历任安徽省铜陵市规划勘测设计院技干，铜陵市建筑设计院团总支副书记、设计一室副主任，铜陵市建委主任助理，铜陵市建工局副局长、局长，铜陵市建委副主任。2002年，任铜陵市政府副秘书长（正县级）。2003年，任铜陵市建委主任。2008年，任铜陵市政府副市长。2016年，任铜陵市委常委，市政府常务副市长。2018年1月，任铜陵市政协主席。